# Gymnostoma sumatranum
Gymnostoma sumatranum là một loài thực vật có hoa trong họ Casuarinaceae. Loài này được (Jungh. ex de Vriese) L.A.S.Johnson mô tả khoa học đầu tiên năm 1982.